# Groupe de NGC 3788
Le groupe de NGC 3788 comprend au moins quatre galaxies situées dans la constellation de la Grande Ourse. La distance moyenne entre ce groupe et la Voie lactée est d'environ 43,8 Mpc (∼143 millions d'al). 

## Membres
Le tableau ci-dessous liste les quatre galaxies du groupe indiquées dans l'article de A.M. Garcia paru en 1993.   
| Nom       | Class.          | Type                  | α (J2000.0)   | δ (J2000.0) | Vitesse radiale (km/s) | m                    | Distance (Mpc) | Diamètre (kal) |
| --------- | --------------- | --------------------- | ------------- | ----------- | ---------------------- | -------------------- | -------------- | -------------- |
| NGC 3786  | (R')SAB(r)a pec | Spirale intermédiaire | 11h 39m 42.5s | 31° 54′ 33″ | 2723 ± 4               | 12,3                 | 44,4 ± 3,1     | 106            |
| NGC 3788  | SBab/P          | Spirale barrée,       | 11h 39m 44.6s | 31° 55′ 52″ | 2685 ± 1               | 12,6                 | 43,8 ± 3,1     | 111            |
| UGC 6545  | Sb              | Spirale               | 11h 33m 44.0s | 32° 38′ 01″ | 2630 ± 6               | 13,7                 | 43,0 ± 3,0     | 66             |
| PGC 35873 | ?               | ?                     | 11h 36m 02.5s | 32° 23′ 08″ | 2696 ± 2               | 15,800 ± 0,028 asinh | 44,0 ± 3,1     | 15             |

Le site DeepskyLog permet de trouver aisément les constellations des galaxies mentionnées dans ce tableau ou si elles ne s'y trouvent pas, l'outil du site constellation permet de le faire à l'aide des coordonnées de la galaxie. Sauf indication contraire, les données proviennent du site NASA/IPAC. 